# 줄리언 글러버
줄리언 글러버(영어: Julian Glover, CBE, 1935년 3월 27일 ~ )는 영국의 배우이다. 《007 유어 아이스 온리》의 아리스 크리스타토스와 《인디아나 존스: 최후의 성전》의 월터 도너번, 《스타 워즈 에피소드 5: 제국의 역습》의 비어스 장군 역으로 유명하다.

## 서훈
- 2013년 대영 제국 훈장 3등급(CBE) 수훈[1]

## 출연 작품
- 인디아나 존스: 최후의 성전
- 더 챔피언 - 애시퍼드 경 역